# Cultura de les tombes de llosa
La cultura de les tombes de llosa és una cultura arqueològica dels mongols de la baixa edat del bronze i de l'alta edat del ferro. Segons diverses fonts, data d'entre el 1300 ae i el 300 ae. La cultura de les tombes de llosa es va produir en l'ala oriental d'un enorme món euroasiàtic nòmada que, a la primeria del mil·lenni I ae, formava una civilització coneguda com a escitosiberiana. El tipus antropològic era predominantment mongol, els nouvinguts occidentals de la zona de Tuvà i del nord-oest de Mongòlia eren caucàsics.
L'origen de la cultura de les tombes de llosa no es coneix amb certesa. La decoració i la forma dels objectes de bronze i, en particular, la tecnologia i els mètodes estilístics emprats en la fabricació de bronzes artístics trobats a les tombes de llosa han dut els estudiosos a atribuir-ne almenys alguns al període Karassuk. Alhora, sembla que aquesta cultura comparteix alguns trets amb la cultura de Karassuk del sud de Sibèria (vegeu aquest enllaç: 1).

## Superfície
Els monuments culturals de les tombes de llosa es troben al nord, centre i est de Mongòlia, a la Mongòlia Interior, a la Xina del Nord-oest (àrea de Xinjiang, Qilian Shan, etc.), a Manxúria, al Khingan Menor, a Buriàtia, al sud de la zona d'Irkutsk i al sud i centre del territori de krai de Zabaikàlie. El nom de la cultura deriva del tipus principal de les tombes: amb tanques rectangulars (chereksurs) de llosa de gneis o granit col·locades verticalment, amb kurgans de pedra dins de la tanca. S'han trobat assentaments, estructures funeràries i rituals, pintures rupestres i altres restes d'aquesta cultura.
Les tombes més recents daten del segle VI ae i els primers monuments de la cultura Xiongnu pertanyen al segle II ae. La bretxa no és menor de tres segles, i els monuments que l'omplirien són quasi desconeguts.

## Enterraments
Les tombes de llosa són individuals i col·lectives de grups de 5-8, a enterraments grans amb fins a 350 tanques. Els grans cementeris tenen un pla clar. Al districte d'Aga Buryat es van trobar més de tres mil tanques. La majoria de les tombes són enterraments, algunes són tanques rituals o cenotafis. Les tombes estan orientades en un l'eix oest-est. Els difunts estan ficats al llit d'esquena, amb el cap envers l'est.
Les tanques varien d'1,5 m a 9,6 m; l'alçada de les lloses varia de 0,5 m a 3 m. Les fosses sota els túmuls dels kurgans estan cobertes amb lloses que sovint són de grandària considerable. La fondària de les fosses varia de 0,6 m a 2,5-3 m; en les fosses fondes les lloses laterals estaven apilades i cobertes amb algunes capes de lloses. En llocs dins de la tanca a vegades es col·locaven pedres de cérvol, lloses individuals amb imatges de cérvols, menys sovint de cavalls, acompanyades de signes solars i armes.
Un conjunt funerari a la muntanya Lami, a l'àrea de Nerchinsk, constava de tombes d'uns 30 m de llargària, dividides en 4 seccions. La tanca no saquejada era coberta per algunes lloses de fins a 0,5 tones de pes cadascuna. Davall les lloses de coberta hi havia un altar amb cranis de cavalls, vaques i ovelles. Més a sota es trobaren cinc cambres funeràries d'inhumació.
La majoria de tombes estaven saquejades. La roba i el calçat soterrat és acolorit, amb adorns de bronze, os i pedra: plaques, botons, collarets, penjolls, espills, petxines... Les eines d'acompanyament són rares: agulles i jaços d'agulles, ganivets i destrals curtes. Encara menys comunes són les armes: puntes de fletxa, dagues, tapes d'arc. En algunes tombes hi havia arnesos de cavalls i mànecs de fuet. Hi ha objectes de bronze, menys de ferro, i metalls preciosos.
Els atuells són d'argila de fons redó, alguns trípodes. Els adorns dels vasos són impressions, bandes laminades i escletxes. L'art de la cultura de les tombes de llosa pertany a l'estil zoomòrfic que representa animals domèstics i salvatges, la vida quotidiana i les principals ocupacions. El seu art té molts trets comuns amb les cultures del sud de Sibèria: Karassuk, Tagar i altres.

## Tombes al Baikal
Milers de tombes es poden veure ara a la zona sud del llac Baikal. En alguns casos conformen un cementeri, amb un pla clar i un ordre estricte. Al llac Balzino unes cent tombes formaven cercles i rectangles. Solen estar situades a una certa altitud, exposades al sol. Els enterraments monumentals marquen la grandesa de la gent que hi va viure. Esdevingueren part integrant del paisatge cultural i històric de l'estepa del Baikal.

## Relacions ètniques
Segons els antropòlegs, es classifiquen com la branca siberiana del sud de la gran morfologia mongola. La gènesi del tipus antropològic està en discussió. Segurament prové del de la població neolítica coneguda del sud del llac Baikal i de l'est de Mongòlia.